# Westeuropaliga 2011/2012 (Dressurreiten)
Die Westeuropaliga des FEI-Weltcups Dressurreiten 2011/2012 (Reem Acra FEI World Cup™ Dressage 2011–2012, Western European League)  ist die 27. Saison der west- und mitteleuropäischen Liga des FEI-Weltcups der Dressurreiter. Der Weltcup gilt im Bereich der Westeuropaliga als wichtigste Turnierserie in der Hallensaison.

## Ablauf der Turnierserie
Die Saison 2011/2012 der Dressur-Westeuropaliga umfasst neun Prüfungen. Die Turniere, in deren Rahmen die Westeuropaliga stattfindet, sind als CDI 5*, der höchsten Kategorie im Dressurreiten, ausgeschrieben. Sie werden mit dem Zusatz -W (also CDI 5*-W) gekennzeichnet, um sie als Weltcupturniere kenntlich zu machen.
Die Serie erstreckt sich in der Saison 2011/2012 vom 20. Oktober bis zum 22. Februar. Es qualifizieren sich die besten neun Reiter der Westeuropaliga sowie eventuell Zusatzteilnehmer („extra competitors“) für das Weltcupfinale 2012. Hauptsponsor der Westeuropaliga und des Weltcupfinals ist die Modedesignerin Reem Acra.
Die Weltcup-Turniere bestehen jeweils aus zwei Dressurprüfungen: Zunächst müssen alle Reiter in einem Grand Prix de Dressage antreten. Hieraus qualifizieren sich die besten 15 Pferd-Reiter-Paare für die Grand Prix Kür. Diese ist die Weltcup-Wertungsprüfung des Turniers.
Mit der Saison 2011/2012 werden an zwei Turnierstandorten letztmals Wertungsprüfungen der Dressur-Westeuropaliga ausgetragen: Frankfurt am Main und Mechelen verlieren im Rahmen der Straffung der Westeuropaliga ihren Weltcupstatus. Grund hierfür war in Frankfurt zudem die Terminüberschneidung mit dem Weltcupturnier in London.

## Medien
Die FEI überträgt die Weltcupprüfungen der Westeuropaliga kostenpflichtig über ihr Internet-Portal FEI TV. Zudem zeigte Eurosport als pan-europäischer TV-Sender Zusammenfassungen der Weltcupküren von Mechelen und Göteborg im Rahmen des Mittwochabendprogramms.

## Die Prüfungen

### 1. Prüfung: Odense
Seit Jahren findet das erste Weltcupturnier der Westeuropaliga im dänischen Odense statt. Auch im Jahr 2011 war dies so, das Turnier wurde vom 20. bis 23. Oktober 2011 ausgetragen. Die Weltcupkür wurde am 23. Oktober ab 14:40 Uhr ausgetragen.
Hans Peter Minderhoud, der im Grand Prix Dritter wurde, gewann die Grand Prix Kür mit einem Prozent Vorsprung. Die Prüfung war mit 33.000 Euro dotiert.
|   | Reiter                   | Pferd           | Prozent  | Wertungs- punkte |
| - | ------------------------ | --------------- | -------- | ---------------- |
| 1 | Hans Peter Minderhoud    | Tango           | 79,300 % | 20               |
| 2 | Helen Langehanenberg     | Responsible OLD | 78,300 % | 17               |
| 3 | Tinne Vilhelmson Silfvén | Don Auriello    | 75,925 % | 15               |

(Plätze eins bis drei von insgesamt 15 Teilnehmern)

### 2. Prüfung: Lyon
Seit dem Jahr 2009 ist die Equitá Lyon ein Weltcupturnier im Dressur- und Springreiten. Dieses fand im Jahr 2011 vom 26. bis 30. Oktober in der Eurexpo in Lyon statt.
Die Grand Prix Kür wurde am 28. Oktober ab 19:00 Uhr durchgeführt. Nachdem bereits im Grand Prix de Dressage drei der besten vier Reiter Deutsche waren, gingen in der Grand Prix Kür die ersten drei Plätze alle nach Deutschland. Die Kürprüfung war mit 40.000 € dotiert.
|   | Reiter             | Pferd           | Prozent  | Wertungs- punkte |
| - | ------------------ | --------------- | -------- | ---------------- |
| 1 | Ulla Salzgeber     | Herzruf´s Erbe  | 81,625 % | 20               |
| 2 | Isabell Werth      | Warum Nicht FRH | 80,075 % | 17               |
| 3 | Monica Theodorescu | Whisper         | 77,375 % | 15               |

(Plätze eins bis drei von insgesamt 15 Teilnehmern)

### 3. Prüfung: Stockholm
Die zweite skandinavische Etappe der Westeuropaliga fand vom 25. bis 27. November 2011 im Rahmen der Stockholm International Horse Show in Stockholm statt. Am 27. November ab 13:15 Uhr wurde die Grand Prix Kür als Weltcup-Wertungsprüfung ausgetragen.
Nachdem es bereits im Grand Prix zu einer deutlichen Dominanz skandinavischer Reiter gekommen war, setzte sich dies in der Kür fort. Insgesamt kam es bei den Platzierungen zu deutlichen Unstimmigkeiten zwischen den einzelnen Richter (beispielsweise wurde Helen Langehanenberg von den einzelnen Richtern auf die Ränge drei bis neun gesetzt), was jedoch auch aus einer Vielzahl etwa gleich gewerteter Ritte im Mittelfeld des Endergebnisses resultierte – zwischen den Plätzen vier und acht lag nur eine Differenz von 1,025 %.
|   | Reiter                   | Pferd           | Prozent  | Wertungs- punkte |
| - | ------------------------ | --------------- | -------- | ---------------- |
| 1 | Patrik Kittel            | Toy Story       | 79,475 % | 20               |
| 2 | Tinne Vilhelmson Silfvén | Don Auriello    | 79,375 % | 17               |
| 3 | Isabell Werth            | Warum Nicht FRH | 78,475 % | 15               |

(Plätze eins bis drei von insgesamt 15 Teilnehmern)

### 4. Prüfung: London
Kurz vor den Weihnachtstagen fand die Olympia London International Horse Show vom 13. bis 19. Dezember 2011 in London statt. Aufgrund einer Terminüberschneidung mit dem fünften Turnier der Westeuropaliga fand die Dressur-Weltcupprüfungen hier früh in der Woche, von Dienstag bis Mittwoch (13. und 14. Dezember) statt.
Nachdem in den Vorjahren stets niederländische Reiter in den Londoner Weltcupdressur dominierten, zeigten sich im Jahr 2011 die britischen Reiter stark. Bereits im Grand Prix ging der Sieg mit einer deutlichen Führung von fast zwei Prozent an die junge Britin Charlotte Dujardin mit Valegro, mit 81,043 % eine individuelle Bestleistung. Auch in der Kür bewiesen die britischen Reiter, dass sie bei den anstehenden Olympischen Spielen im eigenen Land sehr ernsthafte Chancen auf Einzel- und Mannschaftsmedaille haben – die Plätze eins bis vier gingen in der Kür an britische Reiter. Die Sieg ging hier an Laura Bechtolsheimer, die mit Mistral Hojris eine deutlich harmonischere Vorstellung als noch bei den Europameisterschaften zeigte.
|   | Reiter               | Pferd          | Prozent  | Wertungs- punkte |
| - | -------------------- | -------------- | -------- | ---------------- |
| 1 | Laura Bechtolsheimer | Mistral Hojris | 83,975 % | 20               |
| 2 | Charlotte Dujardin   | Valegro        | 83,700 % | 17               |
| 3 | Carl Hester          | Uthopia        | 83,450 % | 15               |

(Plätze eins bis drei von insgesamt 15 Teilnehmern)

### 5. Prüfung: Frankfurt am Main
In derselben Woche wie das vierte Turnier der Dressur-Westeuropaliga fand mit dem Festhallen-Reitturnier in Frankfurt am Main das fünfte Weltcupturnier statt. Das Turnier dauert im Jahr 2011 vom 14. bis 18. Dezember 2011, die Wertungsprüfung fand am Finaltag des Turniers statt.
Den Grand Prix als Einzelprüfung zur Kür gewann Isabell Werth mit ihrem erst neunjährigen Wallach Don Johnson (75,085 %). In der Grand Prix Kür startete sie als letzte Starterin, hatte jedoch einige Fehler und kam somit mit 74,100 % nur auf Rang sieben. Mit Dorothee Schneider vertrat eine Reiterin den veranstaltenden Frankfurter Reit- und Turnierstall Schwarz-Gelb, diese bestritt hier ihren ersten Start in einer Weltcupkür überhaupt. mit Diva Royal erreichte sie den dritten Platz. Der Sieg ging an Valentina Truppa, die in Frankfurt bereits von 2005 bis 2007 jeweils das Weltcupfinale der Jungen Dressurreiter gewonnen hatte.
|   | Reiter             | Pferd              | Prozent  | Wertungs- punkte |
| - | ------------------ | ------------------ | -------- | ---------------- |
| 1 | Valentina Truppa   | Eremo del Castegno | 79,950 % | 20               |
| 2 | Monica Theodorescu | Whisper            | 78,200 % | 17               |
| 3 | Dorothee Schneider | Diva Royal         | 77,025 % | 15               |

(Plätze eins bis drei von insgesamt 14 Teilnehmern)

### 6. Prüfung: Mechelen
Im belgischen Mechelen findet traditionell das letzte große Turnier des Reitsportjahres statt. Im Rahmen dieses Weltcupturnier, genannt Jumping Mechelen – Vlaanderens Kerstjumping, wurde die sechste Wertungsprüfung der Westeuropaliga, wie auch in den Jahren zuvor, vom 26. bis 30. Dezember ausgetragen. Die Weltcupkür fand am 28. Dezember 2011 ab 14:45 Uhr statt.
Als Favoriten in die Prüfungen gestartet, konnten Adelinde Cornelissen und Parzival diese Rolle auch erfüllen: Im Grand Prix de Dressage am Dienstag siegten sie mit 78,851 Prozent und damit mehr als drei Prozent Vorsprung vor den Zweitplatzierten. Diese Dominanz bauten sie in der Kür am Mittwoch nochmals aus: Die Führung betrug mehr als fünf Prozent zum Zweiten und sogar mehr als acht Prozent zum dritten Platz. Die Grand Prix Kür war mit 33.000 Euro dotiert.
|   | Reiter               | Pferd    | Prozent  | Wertungs- punkte |
| - | -------------------- | -------- | -------- | ---------------- |
| 1 | Adelinde Cornelissen | Parzival | 85,325 % | —                |
| 2 | Patrik Kittel        | Scandic  | 80,050 % | 20               |
| 3 | Nadine Capellmann    | Elvis VA | 76,950 % | 17               |

(Plätze eins bis drei von insgesamt 15 Teilnehmern)

### 7. Prüfung: Amsterdam
Im Jahr 2012 wurde die Westeuropaliga der Dressurreiter beim Turnier in Amsterdam, genannt Jumping Amsterdam, fortgesetzt. Der Termin hierfür war der Zeitraum vom 19. bis 22. Januar 2012, die Prüfung fand am 21. Januar ab 12:30 Uhr statt.
Wie bereits in Mechelen, so konnten sich auch vor heimischem Publikum Adelinde Cornelissen und Parzival als Sieger im Grand Prix als auch in der Weltcupkür durchsetzten. In der Kür betrug die Führung vor der Zweitplatzierten in Amsterdam fast vier Prozent. Insgesamt erzielten drei Reiter Ergebnisse von über 80 Prozent, sechs weitere erreichten über 75 Prozent.
|   | Reiter               | Pferd          | Prozent  | Wertungs- punkte |
| - | -------------------- | -------------- | -------- | ---------------- |
| 1 | Adelinde Cornelissen | Parzival       | 87,050 % | —                |
| 2 | Helen Langehanenberg | Damon Hill NRW | 83,150 % | 20               |
| 3 | Isabell Werth        | El Santo NRW   | 81,625 % | 17               |

(Plätze eins bis drei von insgesamt 15 Teilnehmern)

### 8. Prüfung: Neumünster
Die VR Classics in Neumünster sind in der Saison 2011/2012 das achte Weltcupturnier der Westeuropaliga. Das Turnier wurde vom 16. bis 19. Februar 2012 in den Holstenhallen durchgeführt. Die Weltcupkür wurde am Sonntag im Rahmen des morgendlichen Dressurprogramms durchgeführt, Start der Prüfung war gegen 10:00 Uhr.
Wie bereits im Grand Prix dominierten auch in der Kür in Neumünster die heimischen Reiter. Der Sieg in der Prüfung ging an Helen Langehanenberg mit dem Westfalen Damon Hill NRW, die von allen Richtern in der B-Note mit mindestens 85 Prozent bewertet wurden. Auf Rang zwei kam Isabell Werth mit El Santo NRW, der erneut deutliche Schwächen in der Piaffe zeigte und hierfür Noten zwischen Fünf und Sechs bekam. Den dritten Rang erreichte Uta Gräf mit ihrem Rappen Le Noir. Diese wurde von den Richtern stark unterschiedlich bewertet, in der A-Note kam es hier zu Bewertungen von 68 Prozent bis 78,5 Prozent. Ebenfalls an der Kür nahm die britische Erfolgsreiterin Laura Bechtolsheimer teil, die mit dem Schwedischen Warmblut Tellwell erstmals eine internationale Kürprüfung bestritt, wertungsmäßig jedoch noch unter 70 Prozent blieb.
|   | Reiter               | Pferd          | Prozent  | Wertungs- punkte |
| - | -------------------- | -------------- | -------- | ---------------- |
| 1 | Helen Langehanenberg | Damon Hill NRW | 83,300 % | 20               |
| 2 | Isabell Werth        | El Santo NRW   | 80,975 % | 17               |
| 3 | Uta Gräf             | Le Noir        | 77,475 % | 15               |

(Plätze eins bis drei von insgesamt 15 Teilnehmern)

### 9. Prüfung: Göteborg
Den Abschluss der Dressur-Westeuropaliga bildete die Göteborg Horse Show. Das Turnier in Göteborg fand vom 23. bis 26. Februar 2012 statt.
Bei der letzten Weltcupkür der Saison starteten mehrheitlich Reiter als den skandinavischen Staaten. Das Starterfeld erreichte in der Spitze nicht die Qualität anderer Wertungsprüfungen, nur zwei Reiter erzielten Ergebnisse von über 75 Prozent in der Kür. Der Sieg ging an den in Deutschland lebenden Schweden Patrik Kittel, der sich damit auch als Führender der Westeuropaliga für das Weltcupfinale qualifiziert. Das mit Abstand älteste Pferd, den 20-jährigen KWPN-Wallach Krawall, stellte Jenny Schreven vor und erreichte den vierten Rang.
|   | Reiter          | Pferd          | Prozent  | Wertungs- punkte |
| - | --------------- | -------------- | -------- | ---------------- |
| 1 | Patrik Kittel   | Toy Story      | 78,525 % | 20               |
| 2 | Richard Davison | Hiscox Artemis | 75,850 % | 17               |
| 3 | Lone Jörgensen  | FBW De Vito    | 74,875 % | 15               |

(Plätze eins bis drei von insgesamt 15 Teilnehmern)

## Gesamtwertung
Anhand der Gesamtwertung ergibt sich, welche neun Reiter aus den Staaten im Bereich der Westeuropaliga sich für das Finale qualifizieren. Zudem können sich weitere Reiter aus anderen Staaten über die Westeuropaliga für das Weltcupfinale qualifizieren, soweit sie in Mittel- / Westeuropaliga wohnhaft sind.
Die Reiter können zudem in der Zentraleuropaliga und in der Nordamerikaliga des Dressur-Weltcups Punkte sammeln (siehe „weitere“ in der nachfolgenden Tabelle). Adelinde Cornelissen ist als Weltcupsiegerin der Vorsaison für das Finale vorqualifiziert, kann jedoch in dieser Saison keine Wertungspunkte sammeln.
Das Reglement findet sich im Hauptartikel zum Dressurweltcup.
|   | Reiter                   | Odense | Lyon | Stockholm | London | Frankfurt | Mechelen | Amsterdam | Neumünster | Göteborg | weitere | Wertungs- punkte |
| - | ------------------------ | ------ | ---- | --------- | ------ | --------- | -------- | --------- | ---------- | -------- | ------- | ---------------- |
| 1 | Patrick Kittel           | —      | (9)  | 20        | —      | 13        | 20       | —         | —          | 20       | (12)    | 73               |
| 2 | Helen Langehanenberg     | 17     | —    | 13        | —      | —         | (12)     | 20        | 20         | —        | —       | 70               |
| 3 | Valentina Truppa         | —      | 13   | —         | —      | 20        | —        | 13        | —          | —        | 20      | 66               |
| 3 | Isabell Werth            | —      | 17   | 15        | —      | (11)      | —        | 17        | 17         | —        | —       | 66               |
| 5 | Tinne Vilhelmson Silfvén | 15     | —    | 17        | —      | —         | —        | —         | —          | —        | 30      | 62               |
| 6 | Hans Peter Minderhoud    | 20     | 12   | —         | —      | 12        | 15       | (8)       | —          | —        | —       | 59               |
| 7 | Richard Davison          | (10)   | —    | —         | 13     | —         | —        | 10        | —          | 17       | 15      | 55               |
| 8 | Nadine Capellmann        | —      | —    | —         | 12     | —         | 17       | 11        | 11         | —        | —       | 51               |
| 9 | Lone Jörgensen           | —      | —    | —         | —      | 9         | —        | —         | 12         | 15       | 12      | 48               |

Plätze eins bis neun

## Weltcupfinale
Gemeinsam mit dem Weltcupfinale der Springreiter findet das Weltcupfinale der Dressurreiter vom 18. bis 22. April 2012 in ’s-Hertogenbosch in den Niederlanden statt.